# 吻带豆娘鱼
吻带豆娘鱼（学名：Abudefduf cyaneus）为雀鲷科豆娘鱼属的鱼类。分布于印度尼西亚至萨摩亚、北至日本琉球群岛以及西沙群岛、南沙群岛等。